# Боговитины
Боговитины (пол. Bohowityn) — православный боярский, позже шляхетский род Великого княжества Литовского герба Корчак.
Историк Михаил Грушевский допускал, что они происходили от берестейских бояр, по другим сведениям, от знатного волынского боярина Боговитина (1431). Могущественный род Боговитинов владел множеством сёл и городков.
Часть представителей рода по названию своего имения Шумбар, избравшие его в качестве своей основной резиденции, впоследствии начали именовать себя Боговитинами-Шумбарскими.
Другая ветвь — Боговитины-Козерадские взяли фамилию от местечка Козерады (ныне село Константынув (пол. Konstantynów, гмины Константынув, Бяльский повят, Люблинское воеводство Польши).
Польский генеалог и геральдист Каспер Несецкий утверждал, что род Боговитиных был «единым» с родом Мышек герба Корчак.

## Известные представители
Сыновьями литовского боярина Боговитина были:
- Лев — великий литовский чашник (1501),
- Богуш Боговитинович — прелайский наместник, писарь канцелярии короля Александра Ягеллончика, построил в Шумбаре замок; из сыновей Богуша
  - Богуш Михаил был государственным деятелем и дипломатом Великого княжества Литовского, писарем великим литовским (1508—1509, 1509—1520), подскарбием земским литовским (1509, 1520—1530), маршалком господарским (с 1510), подскарбием (1519), наместником жижморским (1508—1509), каменецким (с 1518), слонимским (с 1522), городничим трокским (1506—1507).
  - Иван — королевским маршалом (1546). Сын Ивана — Михаил, поскольку владел имением Козерады стал писаться Козерадским (1580).
- Фёдор
- Адам — подкоморий черниговский,
- Михайло Боговитин Шумбарский, его сын Вацлав Боговитин Шумбарский — волынский хорунжий.
- Бенедикт.